# Нагарђуна
Нагарђуна (око 150-250.) је био утицајни индијски филозоф и оснивач школе мадхјамака, који је поставио доктринарне темеље махајана будизму. Био је први самостални будистички филозоф.
Нагарђунин релативизам доказује немогућност било каквог става и немогућност спознаје и сагледавања истине. Нагарђунина филозофија заступа коначно ипак теорију о шуњати (ништавилу) не само у области спознајне теорије него и онтички. Шуњата овде не значи 'небитак', него 'релативност битка', који је неизразив. Зато постоје два нивоа истинитости: емпиријски и трансцендентни.
Придају му се заслуге за развој списа Prajnaparamita (савршенство мудрости). Та литература уводи у будизам одређене новине, а принципе који су у њој изложени Нагарђуна логички разрађује на систематичан начин.

## Биографија
Познато је свега неколико детаља из његова живота, иако постоје многе легенде. Сачувани записи су написани на кинеском и тибетанском језику вековима након његове смрти. Вероватно је рођен на југу Индије, покрај града Нагарђунаконда. Према традиционалним биографима, рођен је у породици свештеника и неко време је и сам био браман у јужној Индији, а да се потом преобратио на будизам. Његово порекло би могло бити разлог што је био један од тек неколицине важнијих будистичких мислилаца који су писали на санскриту, умјесто на палију.
Живео је у 2. веку, претежно у северозападној Индији. Радио је на будистичком универзитету Наланда. Неки научници сматрају да је Нагађуна био краљевски саветник једног од краљева Сатаваханске династије. Археолошка евиденција код Амараватија сугерише да ако је то тачно, краљ је вероватно био Јајна Шри Сатакарни, који је владао између 167. и 196. године. На бази те асоцијације, Нагарђуна се конвенцијално сврстава у временско раздобље око 150–250.
Према биографији из 4./5. века коју је превео Кумарађива, Нагарђуна је рођен у Браманској породици у Видарбхи (регион Махараштра) и касније је постао будиста.
Поједини извори тврде да је у својим каснијим годинама, Нагарђуна живео на планини Шрипарвата у близини града који се касније звао Нагарђунаконда („брдо Нагарђуне”). Рушевине Нагарђунаконде су лоциране у Гунтурском округу, Андра Прадеш. Познато је да су кајтикски и бахушрутијски правци будизма имали манастире у Нагарђунаконди. Археолошки налази код Нагарђунаконде нису произвели било какву евиденцију да је та локација била асоцирана са Нагарђуном. Име „Нагарђунаконда” датира из средњовековног периода, а натписи из 3.-4. века нађени на тој локацији указују на то да је она носила назив „Вијајапури” у античком периоду.

## Учење
Парадокси, присутни у раним будистичким текстовима, екстензивно су обрађени у делу Нагарђуне. Он је показао активни скептицизам који се тиче свих традиционалних филозофских мишљења (drsti) пажљиво их испитујући према моделу reductio ad absurdum (свођење на бесмислицу) или прасамга. Овим методом, одбацио је брамански есенцијализам, тврдећи да ниједна ствар не поседује сопствено биће; следствено, оно што јесте је празно (sunya).

### Празнина
Нагарђунин најважнији допринос будистичкој филозофији јесте развој концепта шуњате, или празнине, који спаја остале битне будистичке појмове. Пошавши од условљеног настанка, Нагарђуна показује да ствари, услед узајамне условљености, немају властиту природу. За Нагарђуну, сва бића, односно сви феномени су без свабхавате, „своје-природе“, без инхерентног постојања, и као такви они су празни. Ниједна ствар не постоји по себи, већ само уколико је повезана с другима. Њено биће је само појмовно, а њена особеност и индивидуалност су погрешне претпоставке, не постоје ван апсолутног идентитета, а овај је »празнина«, неизрециво, непојмовно, будући да се налази изван сваког означавања. Није ни биће ни небиће, пошто већ тврђење да једна ствар јесте или није представља суд, а овај идентитет је ван свих логичких категорија, ван афирмације и негације. О искуственом свету се ништа не може рећи — ни да јесте, ни да и јесте и није, ни да нити јесте нити није. Ниједан појам није ваљан, све је противуречно. Немилосрдним расуђивањем Нагарђуна сваку могућу идеју своди на апсурд (prasanga).

### Теорија двеју истина
Нагарђуна је такође развијао доктрину двају истина, по којој постоје два нивоа истине - једна која је крајња (и то је празнина), и друге које су конвенционалне или инструменталне истине (којих има много), назване упаја у каснијим махајанским текстовима. Нагарђуна у својим учењима прави разлику између конвенционалних истина и крајње истине, но истовремено објашњава да је чак и шуњата шуња - крајња истина (празнина) празна од инхерентног постојања.

### Побијање времена и простора
Нагарђуна развија побијање појма времена тако да истовремено буде и побијање простора, пошто су ова два појма неразлучива, а за основу узима логичку недоказивост појма кретања. Када би постојало, кретање би морало да се замисли у пређеном простору, простору који још није пређен или простору који се управо прелази. Нагарђуна доказује апсурдност било које од ових теза:
Пређени простор се сада не прелази, нити се прелази простор који није пређен. Коначно, не прелази се ни онај простор који се управо прелази. Зашто? Зато што он није ни оно што је већ пређено ни оно што тек треба да се пређе. [...] Онај ко се креће заправо се не креће. Не креће се се ни онај ко се не креће. Да ли можда осим онога ко се креће и онога ко се не креће постоји нека трећа особа која се креће? 

## Списи
Предање каже да је Буда открио Prajnaparamita списе змијама (нага), а оне су их предале Нагарђуни.
Приписује му се велик број текстова, иако је највероватнија претпоставка да су велику већину тих текстова написали каснији аутори. Једино дело које му се са сигурношћу може приписати је Mūlamadhyamakakārikā (Темељна мудрост Средњега пута), која излаже синтезу његове мисли у 400 стихова (karika). Приписују му се још нека дела, од Великог коментара за Прађнапарамита, до Suhrlekhe, »Писма пријатељу« (по кинеским коментарима, тај пријатељ је један краљ из династије Андхра) и »четири химне« у славу Буде.

## Филозофија
Из изучавања његових радова, јасно је да је Нагарђуна био упознат са многим следбеничким филозофским правцима и са Махајанском традицијом. Међутим, успостављање Нагарђунине афилијације са специфичним правцем је тешко оствариво, пошто је знатан део тог материјала изгубљен. Ако је већина широко прихваћених приписивања текстова коректна (оних које је изнео Крисчан Линдтнер), онда је он јасно био махајаниста, мада је његова филозофија блиско сагласна Шраваковој Трипитаки. Он директно не референцира махајанске текстове, али се увек опрезно задржава у оквиру параметара које је задао Шраваков канон.
Могуће је да је Нагарђуна доспео до своје позиције из жеље да оствари конзистентно становиште по питању будистичке доктрине, као што је забележено у агамима. У очима Нагарђуне, Буда није био само претеча, већ сам оснивач мадјамакског система. Давид Калупахана сматра да је Нагарђуна наследник Могалипуте-Тисе по томе што је био шампион средишњег приступа и оживљавач оригиналних филозофских идеала Буде.
Нагарђуна прихвата познавање дефиниција шеснаест категорија као што су наведене у Нјаја Сутрасу, главном тексту хиндуистичке Нјаја школе, и написао је расправу о доказима, у којој је редуковао силогизам од пет чланова у једно устројство са три. У Виграхавјавиртани Карики, Нагарђуна критикује Нјајанску теорију доказа (система сазнања).
Нагарђуна је био у потпуности упознат са клачним Хинди филозофијама Санкхје, и чак Вајшешика.
Услед високог степена сличности између Нагарђунске филозофије и пиронизма, посебно сачуваних радова Сескта Емпирика, Томас Макевили сматра да су на Нагарђуна утицали грчки пиронистички радови увезени у Индију. Пирон из Елиде (c. 360.-c. 270. п. н. е.), који се обично сматра оснивачем те школе скептичке филозофије, био је и сам под утицајем индијске филозофије, с којом је дошао у контакт кад је путовао до Индије са армијом Александра Великог и студирао са гимнософистима.

### Сунјата
Нагарђунин главни тематски фокус је концепт шуњата (у пореводу „празнина”) којим се сједињавају друге кључне будистичке доктрине, а посебно анатман „несопство” и „условни настанак”, да би се побила метафизика једног дела његових савременика. За Нагарђуну, као и за Буду у раним текстовима, то нису само свесна бића да су „несебична” или несупстанцијална; сви феномени су без било какве свабхаве, дословно „властитог бића”, „сопствене природе”, или „наследног постојања” и стога без било какве темељне суштине. Они су празни од независног постојања; те су стога хетеродоксне теорије свабхаве које су циркулисале у то време биле побијане на бази доктрина раног будизма. То је зато што се све ствари појављују увек зависно: не путем њихове сопствене моћи, него путем зависности од околности које су довеле до отпочињања њиховог постојања, за разлику од бића.
Нагарђуна стварно мисли на било који ентитет који има сопствену природу (свабхаву), који није проистекао услед узрока (акртака), што није зависно од било чега другог.
Поглавље 24, стих 14 из Муламадјумакакарике пружа један од Нагарђуниних најпознатијих цитата о празнини и коваскрснућу:
sarvaṃ ca yujyate tasya śūnyatā yasya yujyate
sarvaṃ na yujyate tasya śūnyaṃ yasya na yujyate
Све је могуће када је могућа празнина.

Ништа није могуће када је празнина немогућа.

### Узрочност
Џеј Л. Гарфилд описује Нагарђунин приступ узрочности полазећи од четири племените истине и условног настанка. Нагарђуна је разликовао два зависна почетна гледишта у узрочном процесу, оно што узрокује ефекте и оно што узрокује услове. Ово се заснива на доктрини две истине, као што се конвенционална истина и ултиматна истина држе заједно, при чему су обе празне у постојању. Разлика између ефеката и услова је контроверзна. У Нагарђунином приступу, узрок је догађај или стање које има моћ да донесе ефекат. Стања се односе на пролиферирајуће узроке који доносе даљи догађај, стање или процес; без метафизичке посвећености окултној вези између објашњавања и објашњења. Он износи непостојеће узроке и разне постојеће услове. Аргумент се заснива на нереалној узрочној моћи. Конвенционалне ствари постоје и ултиматно су непостојеће за остале на средњем путу у узрочном постојању и непостојању као узрочна празнина према доктрини Муламадјамакакарика. Мада то изгледа чудно Западњацима, то се сматрало нападом на попредмећено гледиште на каузалност.

### Релативност
Нагарђуна је такође допринео идеји релативности. У раду Ратнавали, он на пример наводи да краткоћа постоји само у смислу идеје дужине. Одређивање ствари или објекта је једино могуће у односу на друге ствари или објекте, посебно у виду контраста. Он је сматрао да однос између идеја „кратког” и „дугог” није последица интринзичне природе (свабаве). Ова идеја се такође налази у палијском Никајасу и кинеским Агамасу, у којима је на сличан начин изражен релативитет: „То што је елемент светлости ... види се да постоји [у односу на] таму; оно што да је елемент доброг види се да постоји услед постојања лошег; оно што је елемент простора види се да постоји због облика.”

## Наслеђе
Након смрти су га многи ученици, од којих је Арјадева можда највећи, тумачили на тако различите начине да су створени услови за настанак међусобно веома различитих филозофских школа.